# Amore & Vita-McDonald’s/Saison 2009
Aufstellung der Mannschaft und der Siege des Radsportteams Amore & Vita-McDonald's in der Saison 2009.

## Siege
| Datum             | Rennen                                    | Kat. | Fahrer                |
| ----------------- | ----------------------------------------- | ---- | --------------------- |
| 27. März          | 4. Etappe Settimana Internazionale        | 2.1  | Jurij Metluschenko    |
| 7. Mai            | Prolog Szlakiem Grodów Piastowskich       | 2.1  | Jurij Metluschenko    |
| 28. Juni          | Ukrainische Meisterschaft – Straßenrennen | NC   | Wolodymyr Startschyk  |
| 11. September     | 1. Etappe Univest Grand Prix              | 2.2  | Mannschaftszeitfahren |
| 12. September     | 2. Etappe Univest Grand Prix              | 2.2  | Wolodymyr Startschyk  |
| 11.–12. September | Gesamtwertung Univest Grand Prix          | 2.2  | Wolodymyr Startschyk  |

## Zugänge – Abgänge
| Zugänge                   | Team 2008                       | Abgänge                        | Team 2009                  |
| ------------------------- | ------------------------------- | ------------------------------ | -------------------------- |
| Christian Müller          | An Post-Sean Kelly Team         | Michael Stevenson              | Sparebanken Vest-Ridley    |
| Richard England           | Bissell Pro Cycling Team        | Shaun Davel                    | Team Konica Minolta-Bizhub |
| Serhij Hretschyn          | Dynatek-Latvia                  | Slawomyr Bury                  | Unbekannt                  |
| Wolodymyr Starschyk       | Dynatek-Latvia                  | Ruslan Gryschenko              | Unbekannt                  |
| Philipp Mamos             | Team Sparkasse                  | Ervin Haxhi                    | Unbekannt                  |
| Andrew Talansky           | Toshiba-AEG                     | Lukasz Kacorzyk                | Unbekannt                  |
| Chad Gerlach              | Sierra Nevada-Cannondale (2002) | Seweryn Kohut                  | Unbekannt                  |
| Matthew Brandt            | Neoprofi                        | Sławomir Kohut                 | Unbekannt                  |
| Jarosław Dabrowski        | Neoprofi                        | Miguel Martinez                | Unbekannt                  |
| Peter Femal               | Neoprofi                        | Piotr Paczek                   | Unbekannt                  |
| Luboš Pelánek (ab 01.07.) | Lampre                          | Marek Stefanik                 | Unbekannt                  |
|                           |                                 | Michail Timoschin              | Unbekannt                  |
|                           |                                 | Konstantin Volik               | Unbekannt                  |
|                           |                                 | Graziano Gasparre (bis 30.06.) | Unbekannt                  |

## Mannschaft
| Name                 | Geburtstag        | Nationalität       |              |
| -------------------- | ----------------- | ------------------ | ------------ |
| Alexei Bauer         | 25. Mai 1986      | Russland           |              |
| Wladislaw Borissow   | 5. September 1978 | Russland           |              |
| Matthew Brandt       | 2. März 1988      | Vereinigte Staaten |              |
| Phil Cortes          | 21. April 1982    | Kanada             |              |
| Jarosław Dabrowski   | 20. Juli 1983     | Polen              |              |
| Richard England      | 9. Juli 1981      | Australien         |              |
| Peter Femal          | 1. Februar 1982   | Vereinigte Staaten |              |
| Chad Gerlach         | 13. Juli 1973     | Vereinigte Staaten |              |
| Fabio Gilioli        | 2. Dezember 1979  | Italien            |              |
| Serhij Hretschyn     | 9. Juni 1979      | Ukraine            |              |
| Philipp Mamos        | 6. Dezember 1982  | Deutschland        |              |
| Christian Müller     | 1. März 1982      | Deutschland        |              |
| Jurij Metluschenko   | 4. Januar 1976    | Ukraine            |              |
| Søren Nissen         | 14. Dezember 1984 | Dänemark           |              |
| Luboš Pelánek        | 21. Juli 1981     | Tschechien         |              |
| Wolodymyr Startschyk | 13. April 1980    | Ukraine            |              |
| Andrew Talansky      | 23. November 1988 | Vereinigte Staaten |              |
| Stagiaires           | Stagiaires        | Nationalität       | Nationalität |
| Ervin Haxhi          | Ervin Haxhi       | Albanien           |              |
| Pasquale Papale      | Pasquale Papale   | Italien            |              |